# Hamburgische Investitions- und Förderbank
Die Hamburgische Investitions- und Förderbank (IFB Hamburg) ist die Förderbank Hamburgs. Sie unterstützt die Freie und Hansestadt Hamburg  bei der Wohnraum- und Wirtschaftsentwicklung sowie im Umweltschutz und bei Innovationsvorhaben. Vorläuferinstitut der IFB Hamburg war bis 2013 die Hamburgische Wohnungsbaukreditanstalt (WK).

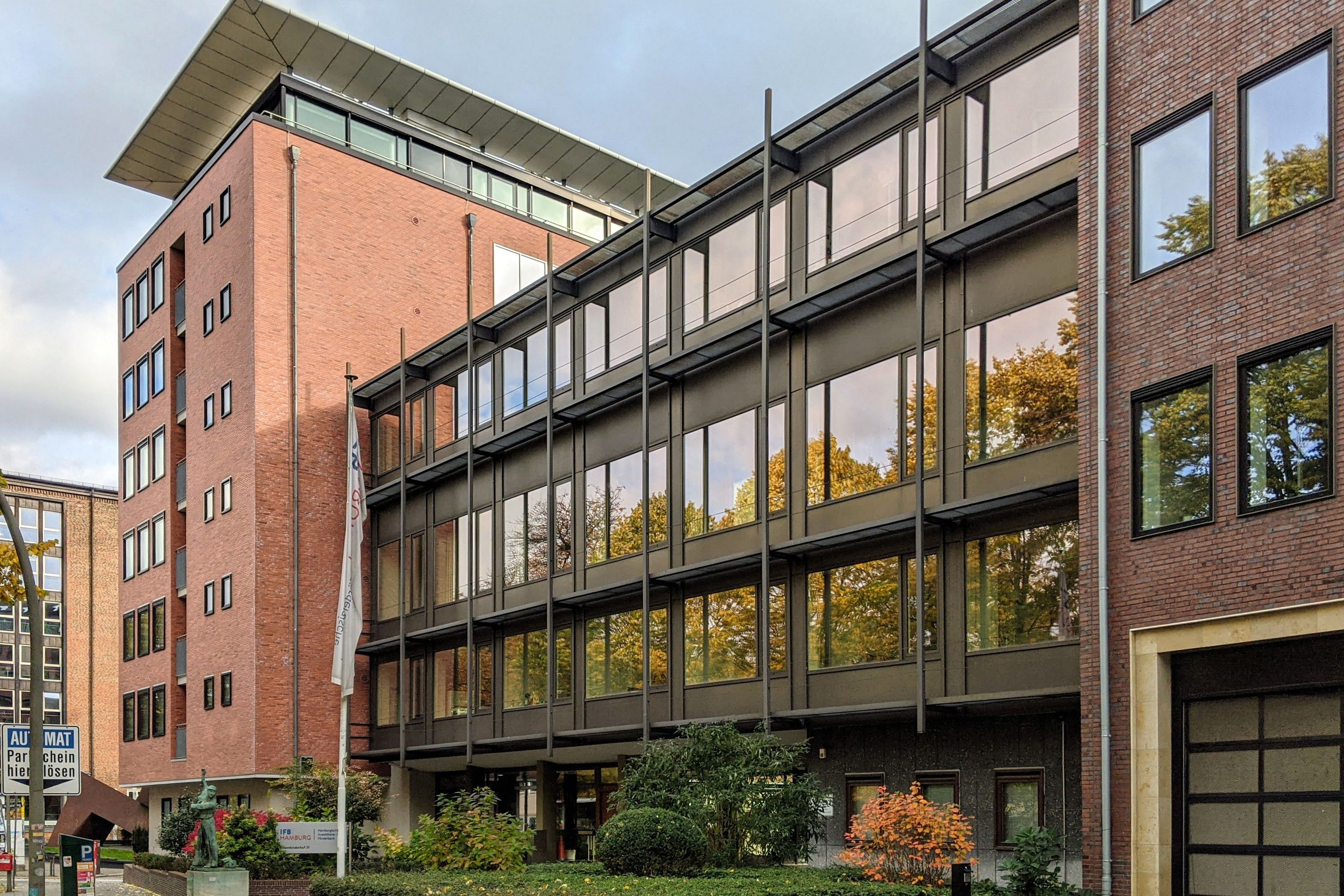
Sitz der IFB am Besenbinderhof in Hamburg-St. Georg

## Geschichte
Vorläufer war die 1946 gegründete Hamburgische Wiederaufbaukasse, ab 1953 Hamburgische Wohnungsbaukasse, ab 1973 Hamburgische Wohnungsbaukreditanstalt (WK). Die WK wurde am 1. August 2013 auf Grundlage des Beschlusses der Hamburger Bürgerschaft vom 5. April 2013 zur IFB Hamburg umgewandelt. In der IFB Hamburg sind die ehemalige WK und außerdem noch die Innovationsstiftung Hamburg aufgegangen.  Die Innovationsstarter GmbH ist eine 100-%-Tochter der IFB und hat ihre Büroräume im selben Gebäude.

## Organisation
Die Hamburgische Investitions- und Förderbank ist im öffentlichen Auftrag für Privatpersonen, Unternehmen und Institutionen aktiv. Sie unterstützt die Hansestadt Hamburg bei der Struktur- und Wirtschaftspolitik, der Sozialpolitik und bei der Erfüllung weiterer öffentlicher Aufgaben. Mit der IFB Hamburg wurden alle Förderprogramme für Wohnungsbau, Wirtschaft, Innovation und Umwelt in einem Institut gebündelt. Bis auf Hamburg hatten zu diesem Zeitpunkt bereits alle anderen Bundesländer, der Bund und auch die EU eine solche, nicht gewinnorientierte Förderbank.
Die jetzige Rechtsgrundlage geht zurück auf das Gesetz über die Weiterentwicklung der Hamburgischen Wohnungsbaukreditanstalt zur Hamburgischen Investitions- und Förderbank. Eigentümerin der IFB Hamburg ist die Freie und Hansestadt Hamburg. Dieser obliegen Anstaltslast und Gewährträgerhaftung.
Die IFB Hamburg gehört der Entschädigungseinrichtung und dem Einlagensicherungsfonds des Bundesverband Öffentlicher Banken Deutschlands (VÖB) an.

## Aktivitäten und Förderprogramme
Im Beratungscenter werden Unternehmen sowie Existenzgründer qualifiziert zu allen Förder- und Beratungsangeboten in Hamburg sowie auf Bundes- und EU-Ebene informiert. Die Förderung der IFB setzt sich aus zinsgünstigen Darlehen, Zuschüssen, Krediten und Bürgschaften zusammen, die für die Bereiche Wohnungsbau, Umwelt und Energie, Wirtschaft und Innovation gewährt werden.